# جان سيمون بيكتيت
جان سيمون بيكتيت (بالإنجليزية: Jean Simon Pictet)‏، ولد في (2 سبتمبر 1914، وتوفي في 30 مارس 2002)؛ مواطن سويسري، فقيه قانوني، ممارس قانوني وحاصل على الدكتوراه الفخرية مع معرفة بالقانون الإنساني الدولي. عمل أولا كسكرتير حقوقي، وبعد ذلك شغل منصب أحد كبار المسؤولين التنفيذيين ونائب رئيس اللجنة الدولية للصليب الأحمر (ICRC)، وكان لبيكتيت دور أساسي في صياغة اتفاقيات جنيف لعام 1949 لحماية ضحايا الحروب. واقترح أيضا المبادئ السبعة الأساسية للحركة الدولية للصليب الأحمر، والتي اعتمدت في فيينا في عام 1965: الإنسانية، عدم التحيز، الحياد، الاستقلال، الخدمة التطوعية، الوحدة والعالمية.

## حياته
بعد التعليم الثانوي في باريس، أكمل بيكتيت دراسته للقانون في جامعة جنيف، وحصل على شهادة الدكتوراه في عام 1935 وبعد ذلك مارس القانون في فيينا وجنيف. في عام 1937 بدأ العمل كمساعد قانوني في اللجنة الدولية للصليب الأحمر.